# Куруме
Куруме́ (яп. 久留米市 Курумэ-си) — центральный город Японии, расположенный в префектуре Фукуока на северо-западе острова Кюсю. Площадь города составляет 229,84 км², население — 302 644 человека (1 августа 2014), плотность населения — 1316,76 чел./км².

## История
Куруме — один из старинных центров кустарного хлопчатобумажного производства (здесь производилась высококачественная ткань "куруме").
1 апреля 1889 года населённый пункт получил статус города.
После окончания второй мировой войны и капитуляции Японии в сентябре 1945 года японские вооружённые силы были разоружены и расформированы. После восстановления вооружённых сил в начале 1950х годов и возобновления подготовки командных кадров в городе Куруме начала работу офицерская кандидатская школа (основной центр подготовки офицеров для сухопутных войск).
В 1970 году численность населения города составляла 192,4 тыс. человек, основой экономики являлись предприятия электромашинно-строительной, пищевкусовой, радиотехнической, химической и шинной промышленности.
1 апреля 2008 года Куруме получил статус города центрального подчинения.

## Породнённые города
Куруме породнён с двумя городами:
- Корияма, Япония (3 августа 1975)[6];
- Модесто, США (15 апреля 1992)[7].

## Символика
Герб города был утверждён 13 сентября 1911 года. Деревьями города считаются камелия, камфорное дерево, дзельква пильчатая (Zelkova serrata), падуб округлый (Ilex rotunda) и сумах сочный (Rhus succedanea). Цветками выбрали рододендрон и космею.